# 汪洋沟
汪洋沟，位于中华人民共和国河北省中南部，是滏阳河左岸支流，发源于石家庄市藁城区石家庄经济技术开发区北席社区，东南流至贾市庄镇贯庄村以北转南流，流经赵县东部和宁晋县西部地区，于宁晋县大曹庄乡小马村以南转东南流，至东汪镇铺头村转东偏北流，于侯口乡东曹庄村汇入滏阳河。沟长96.4千米，汇流面积1392平方千米。汪洋沟地处滹、滏两河之间，历史上沥涝灾害严重。经多年治理，汪洋沟排涝效益显著，目前已很少出现沥涝灾害。